# Route nationale 448
Die N 448 war von 1933 bis 1973 eine französische Nationalstraße, die zwischen Montgeron und Argent-sur-Sauldre verlief. 1973 wurde sie auf den Abschnitt zwischen Montgeron und Corbeil-Essonnes reduziert und 2006 endgültig abgestuft. Ihre Gesamtlänge betrug 117 Kilometer.